# Epihercynské nížiny
Epihercynské nížiny, polsky Pozaalpejska Europa Środkowa, je souhrnný název pro rozsáhlé roviny vně (tedy západně, severně a východně) Hercynských pohoří. V koncepci geomorfologického členění Česka jde o geomorfologický subsystém, i když na české území zasahují jen malými výběžky Slezské nížiny.
Koncepce geomorfologického, resp. fyzickogeografického členění, používané v jiných státech, nejsou hierarchizovány stejným způsobem jako český systém. Místo pojmu epihercynské nížiny mohou mluvit o Evropské nížině, Zaalpské Evropě aj.
Epihercynské nížiny lze rozdělit na několik částí:
- Akvitánská pánev
- Pařížská pánev
- Jihovýchodní Anglie a Severomořská pánev
- Středoevropská nížina
- Baltská pánev a okrajové nížiny ve Skandinávii
- Východoevropská nížina

## Galerie

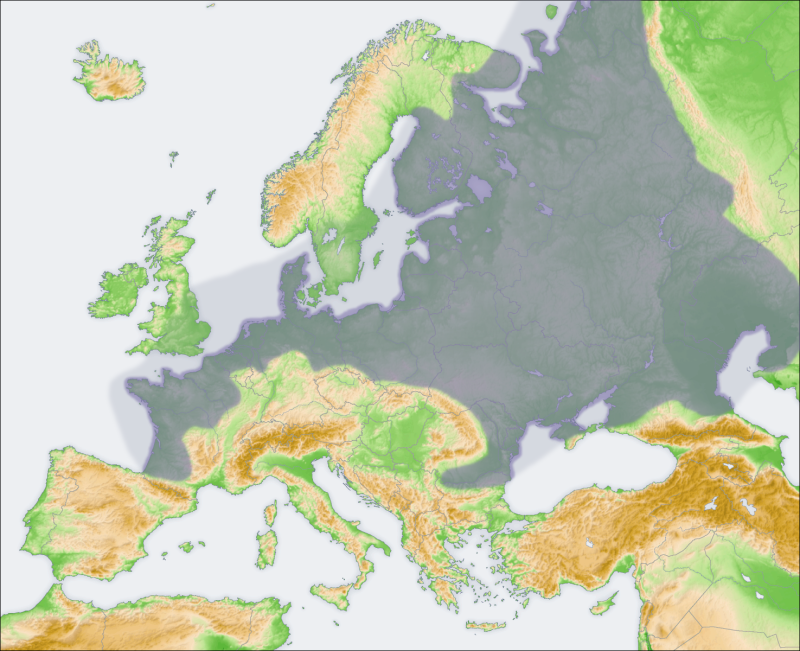